# Velká lež

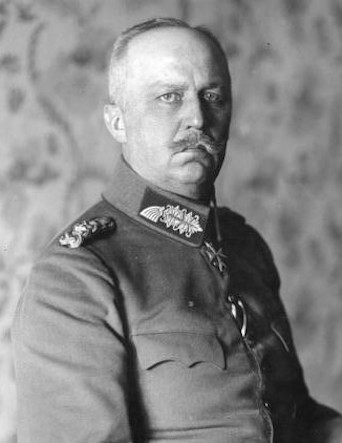
Adolf Hitler prohlásil, že „velkou lží“ šířenou Židy je myšlenka, že generál Erich Ludendorff (na snímku) je zodpovědný za prohru Německa v první světové válce

Velká lež (německy große Lüge) je hrubé zkreslení nebo překroucení pravdy, používané zejména jako propagandistická technika. Tento německý výraz vymyslel Adolf Hitler, když v roce 1925 ve své knize Mein Kampf popsal použití tak „kolosální“ lži, že by nikdo nevěřil, že někdo „může mít tu drzost tak neslavně překrucovat pravdu“. Hitler tvrdil, že tuto techniku použili Židé, aby svedli vinu za prohru Německa v první světové válce na německého generála Ericha Ludendorffa, který byl významným nacionalistickým politickým vůdcem Výmarské republiky. Historik Jeffrey Herf tvrdí, že nacisté využili myšlenku původní velké lži, aby obrátili nálady proti Židům a přivodili holokaust.
Herf tvrdí, že Joseph Goebbels a nacistická strana skutečně používali popsanou propagandistickou techniku velké lži – a že s její pomocí proměnili dlouhodobý antisemitismus v Evropě v masové vraždění. Herf dále tvrdí, že velkou lží nacistů bylo líčení Německa jako nevinné, obležené země, která vrací úder „mezinárodnímu židovstvu“, jež nacisté vinili z rozpoutání první světové války. Nacistická propaganda stále dokola opakovala tvrzení, že Židé mají v rukou moc v zákulisí Velké Británie, Ruska a Spojených států. Šířila tvrzení, že Židé zahájili „vyhlazovací válku“ proti Německu, a na základě těchto tvrzení tvrdila, že Německo má právo Židy „vyhladit“ v rámci sebeobrany.
V roce 1943 přispěvatel deníku The New York Times Edwin James tvrdil, že Hitlerovou největší lží bylo jeho revizionistické tvrzení, že Německo nebylo v roce 1918 poraženo ve válce, ale že bylo zrazeno vnitřními skupinami. Tento mýtus o bodnutí do zad šířily pravicové skupiny včetně nacistů.
V 21. století se tento termín používá pro pokusy Donalda Trumpa zvrátit prezidentské volby ve Spojených státech v roce 2020. „Velkou lží“ je v tomto případě nepravdivé tvrzení, že mu byly volby ukradeny prostřednictvím údajných masivních podvodů. Toto tvrzení se široce ujalo, což vyvrcholilo útokem Trumpových příznivců na Kapitol USA. Velkou lež používá také Rusko.

## Hitlerův popis
Zdrojem techniky velké lži je tato pasáž z 10. kapitoly knihy Mein Kampf:
| „                                         | K tomu však patřila bezedná prohnanost židovstva a jejich marxistických bojových organizaci, kteří svalili vinu za tento rozvrat právě na muže, který se jako jediný s nadlidskými silami a energií pokoušel zabránit katastrofě, kterou sám moc dobře předvídal, a uchránit tak národ před dobou toho nejhlubšího ponížení a potupy. Tím, že byl Ludendorf označen za viníka prohry světové války, byla jedinému nebezpečnému žalobci, který by mohl vystoupit proti všem zrádcům národa, z ruky vyrvána zbraň morálního práva. Vycházelo se přitom ze zcela správného předpokladu, že ve velké lži je ukryt určitý faktor věrohodnosti, a že široké masy daného národa se v nejhlubším jádru svého srdce zkazí snadněji, než že by se vědomě a úmyslně staly nedobrými, pročež ve své primitivní prostotě citů padnou velké lži za oběť snadněji, než malé, neboť samy zřejmě občas k malým lžím sahají. Podobná nepravda jim vůbec nepřijde na mysl, a ani příště neuvěří v možnost tak nehorázné drzosti hanebného překrucování. Ano, i při samotném vysvětlování ještě dlouho pochybují a váhají, ale nakonec minimálně nějakou příčinu přece jenom přijmou jako pravdu. A tím i z nejdrzejší lži vždy něco zbude a uvízne, skutečnost, kterou všichni velcí lháři a spolky lhářů tohoto světa moc dobře znají a proto i hanebně používají. | “ |
| — Adolf Hitler, Mein Kampf, díl I, kap. X | |   |

Historik studené války Zachary Jonathan Jacobson popisuje její využití:
Adolf Hitler poprvé definoval velkou lež jako zvrácený nástroj, který používali vídeňští Židé k diskreditaci Němců v první světové válce.Tragicky ironickým způsobem to však byl Hitler a jeho nacistický režim, kdo tuto lživou strategii skutečně použil. Hitler a jeho ministr propagandy obviňovali Židy z toho, že na válce vydělávali, spolčovali se s cizími mocnostmi a „vyhýbali se válce“ (vyhýbali se odvodům). Bylo tomu tak ve snaze přepsat dějiny a obvinit evropské Židy z porážky Německa v první světové válce. Židé, tvrdil Hitler, byli slabým podhoubím výmarského státu, které vystavovalo loajální a skutečné německé obyvatelstvo katastrofálnímu kolapsu. Aby se tento narativ prodal, trval Joseph Goebbels na tom, že „veškerá účinná propaganda se musí omezit na několik málo bodů a musí je omílat v heslech tak dlouho, dokud to nepochopí i poslední člen veřejnosti“.

Nacistický fašismus zkrátka spočíval ve vytvoření jedné zjednodušené, zastřešující lži … nacisté postavili ideologii na fikci, představě, že porážku Německa v první světové válce lze pomstít (a zvrátit) tím, že se německé obyvatelstvo očistí od těch, kteří za ni údajně nesou odpovědnost: Židů.

## Psychologický profil Hitlera
Výraz „velká lež“ byl použit také ve zprávě, kterou během války vypracoval Úřad pro strategické služby Spojených států amerických a která popisovala Hitlerův psychologický profil:
Jeho hlavní pravidla byla: nikdy nenechat veřejnost vychladnout; nikdy nepřiznat chybu nebo omyl; nikdy nepřipustit, že v nepříteli může být něco dobrého; nikdy nenechat prostor pro alternativy; nikdy nepřijímat vinu; soustředit se vždy na jednoho nepřítele a obviňovat ho ze všeho, co se nepovede; lidé dříve uvěří velké lži než malé; a pokud ji opakujete dostatečně často, lidé jí dříve nebo později uvěří. (CIA)
Výše uvedený citát se objevuje ve zprávě A Psychological Analysis of Adolph Hitler: His Life and Legend (Psychologická analýza Adolfa Hitlera: jeho život a legenda) od Waltera C. Langera, která je k dispozici v Národním archivu USA. Poněkud podobný citát se objevuje v knize Analýza osobnosti Adolfa Hitlera: S předpovědí jeho budoucího chování a návrhy, jak s ním jednat nyní a po kapitulaci Německa (Analysis of the Personality of Adolph Hitler: With Predictions of His Future Behaviour and Suggestions for Dealing with Him Now and After Germany's Surrender) od Henryho A. Murraye z října 1943:
Nikdy nepřiznat chybu nebo omyl; nikdy nepřijmout vinu; soustředit se vždy na jednoho nepřítele; obviňovat tohoto nepřítele ze všeho, co se nepovede; využít každé příležitosti k vyvolání politické vichřice.

## Goebbelsův popis
Joseph Goebbels přišel s teorií, která je spojována většinou s výrazem „velká lež“. Goebbels napsal následující odstavec v článku z 12. ledna 1941, tedy šestnáct let poté, co Hitler poprvé použil tuto frázi. Článek s názvem "Aus Churchills Lügenfabrik" (česky "Z Churchillovy továrny na lži") vyšel v časopise Die Zeit ohne Beispiel.
| „                 | Základní tajemství anglického vůdcovství nezávisí na konkrétní inteligenci. Spíše závisí na pozoruhodně hloupé tuposti. Angličané se řídí zásadou, že když se lže, tak pořádně, a toho se drží. Lžou dál, i když riskují, že budou vypadat směšně. | “ |
| — Joseph Goebbels | |   |

Následující údajný citát Josepha Goebbelse se opakuje v mnoha knihách a článcích a na tisících webových stránek, ale žádný z nich neuvádí primární zdroj. Podle výzkumu a argumentace Randalla Bytwerka je nepravděpodobné, že by Goebbels řekl něco takového:
| „                                    | Pokud říkáte dostatečně velkou lež a neustále ji opakujete, lidé jí nakonec uvěří. Lež může být udržována pouze po dobu, kdy stát může lidi chránit před politickými, ekonomickými a/nebo vojenskými důsledky této lži. Pro stát se tak stává životně důležitým využít všech svých pravomocí k potlačení nesouhlasu, neboť pravda je smrtelným nepřítelem lži, a tím pádem je pravda největším nepřítelem státu. | “ |
| — Joseph Goebbels (nedoložený citát) | |   |

## Trumpovo falešné tvrzení o ukradených volbách

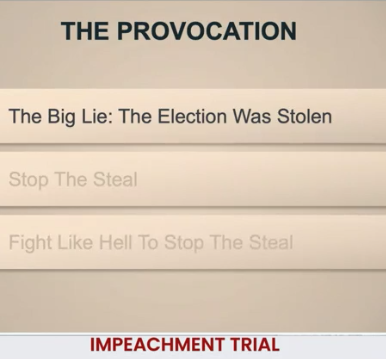
Provokace byla jednou ze tří částí obžaloby druhém procesu impeachmentu Donalda Trumpa.

Daniel Dale (fact-checker CNN) uvedl, že do 9. června 2021 vydal Trump od svého odchodu z funkce 132 písemných prohlášení, z nichž „třetina obsahovala lži o volbách“.

Prezident Donald Trump a jeho spojenci opakovaně lživě tvrdili, že došlo k rozsáhlým volebním podvodům a že Trump volby skutečně vyhrál. Tím chtěli podpořit své pokusy o zvrácení prezidentských voleb ve Spojených státech v roce 2020. Američtí senátoři Josh Hawley a Ted Cruz následně napadli výsledky voleb v Senátu. Jejich snahu označil tehdejší nově zvolený prezident Joe Biden za „velkou lež“: „Myslím, že americká veřejnost má opravdu dobrý a jasný pohled na to, co jsou zač,“ řekl Biden dva dny po útoku na Kapitol. „Jsou součástí velké lži, velké lži.“ Republikánští senátoři Mitt Romney a Pat Toomey, vědci zabývající se fašismem Timothy Snyder a Ruth Ben-Ghiatová, odbornice na ruské záležitosti Fiona Hillová a další také použili termín „velká lež“, kterým označili nepravdivá tvrzení Donalda Trumpa o masivních volebních podvodech. V květnu 2021 republikánská strana přijala falešný narativ o ukradených volbách a použila ho jako ospravedlnění pro zavedení nových volebních omezení, které mají republikány ve volbách zvýhodnit.
Společnost Dominion Voting Systems, která poskytla hlasovací zařízení mnoha volebním obvodům ve volbách 2020, požaduje po Trumpově právníkovi Rudym Giulianim odškodné ve výši 1,3 miliardy dolarů. V žalobě společnost Dominion tvrdí, že „on a jeho spojenci vyrobili a rozšířili 'velkou lež', která se předvídatelně rozšířila a obelstila miliony lidí k tomu, aby uvěřili, že společnost Dominion ukradla jejich hlasy a zmanipulovala volby“.
Na začátku roku 2021 deník The New York Times zkoumal Trumpovu propagaci „velké lži“ pro politické účely s cílem rozvrátit volby v roce 2020 a dospěl k závěru, že lež podnítila útok na Kapitol Spojených států v roce 2021.
Během druhého impeachmentu Donalda Trumpa použili manažeři sněmovny Jamie Raskin, Joe Neguse, Joaquin Castro, Stacey Plaskettová a Madeleine Deanová opakovaně výraz „velká lež“, který odkazoval na tvrzení o tom, že volby byly ukradeny. Jen během úvodní prezentace padlo celkem 16 zmínek. Tvrzení o „velké lži“ tvořilo první část argumentace, která měla podpořit tvrzení, že Trump vyprovokoval útok na Kapitol.
Na začátku roku 2021 se několik významných republikánů pokusilo přivlastnit si termín „velká lež“ a tvrdilo, že se vztahuje na jiné záležitosti. Trump prohlásil, že tento termín odkazuje na „podvodné prezidentské volby v roce 2020“. Mitch McConnell a Newt Gingrich prohlásili, že „velkou lží“ je nesouhlas s novými omezujícími požadavky na prokazování totožnosti voličů.
Dne 28. července 2023 v pátečním pozdně večerním rozhodnutí federální soudce Raag Singhal zasedající u federálního soudu ve Fort Lauderdale na Floridě nedaleko Trumpova domu v jeho letovisku Mar-a-Lago, kterého Trump v roce 2019 nominoval, zamítl žalobu bývalého prezidenta Donalda Trumpa na stanici CNN z října 2022 za pomluvu pro označování jeho tvrzení o odcizeném vítězství v prezidentských volbách 2020 za „velkou lež“ a tím i vytváření spojitosti mezi ním a Adolfem Hitlerem, s poukázáním na pět případů ve zpravodajských pořadech a komentářích. Soudce uvedl, že slova stanice CNN nemohou být předmětem žaloby za pomluvu, protože jsou názorem, nikoliv faktem a „žádný rozumný divák by věrohodně nemohl (nebo neměl) udělat tuto spojitost,“ že se Trump dopouští pronásledování Židů či jiných skupin obyvatel a k tvrzením stanice CNN uvedl: „výroky CNN byly sice odporné, ale z právního hlediska nebyly hanlivé“. Trumpův mluvčí vydal prohlášení: „Souhlasíme se závěry vysoce respektovaného soudce, že výroky CNN o prezidentu Trumpovi jsou odporné. CNN bude pohnána k odpovědnosti za své neoprávněné špatné zacházení s prezidentem Trumpem a jeho příznivci.“ Stanice CNN se k rozhodnutí nevyjádřila, ale poukázala na probíhající soudy Trumpa s velkými mediálními domy jako The New York Times a The Washington Post ohledně způsobu psaní a komentování jeho chování po prohře v prezidentských volbách v roce 2020.